# Сапони

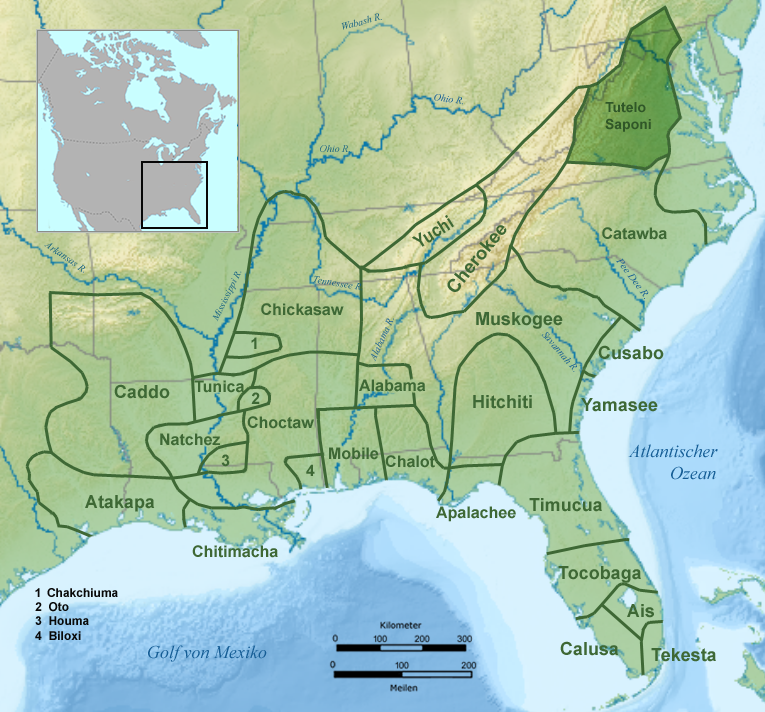
Традиционная территория сапони и соседних племён

Сапони (англ. Saponi) — племя североамериканских индейцев сиуанской языковой группы, к моменту прихода европейцев проживало на территории современных американских штатов Виргиния и Северная Каролина. 

## История
Впервые сапони упоминаются в 1650 году английским исследователем Эдвардом Бландом. В 1670 году немецкий иммигрант и исследователь Аппалачей Джон Ледерер посетил деревню сапони. Он писал о них: «Племя управляется абсолютным монархом. Люди высокого роста, воинственные и богатые». В 1671 году англичане Роберт Фаллам и Томас Баттс возглавили экспедицию, которая прошла через несколько деревень сапони. После визита европейцев сапони и тутело перебрались к месту слияния рек Дэн и Стонтон, где поселились на островах реки Роанок.
В 1701 году английский исследователь Джон Лоусон обнаружил их деревню на реке Ядкин в Северной Каролине, недалеко от современного города Солсбери. Он отметил, что они вели войну против сенека и ловили бобров для обмена на европейские товары. К 1708 году сапони вернулись в Виргинию. Через три года они находились к востоку от реки Роанок и в 24 км к западу от современного города Уинсор. В 1712 году они попросили колониальные власти Виргинии запретить продажу алкоголя в их поселении. В 1714 году губернатор Виргинии Александр Спотсвуд  переселил их в форт Кристанна, недалеко от границы с Северной Каролиной. Сапони и тутело согласились на это ради защиты от набегов враждебных ирокезов. Хотя в 1718 году Палата бюргеров проголосовала за оставление форта и школы, сапони и тутело продолжали оставаться в этом районе в течение некоторого времени. Они постепенно уходили на север небольшими группами на протяжении 1730-1750 годов. К 1740 году большинство сапони переселилось в поселение Шамокин в Пенсильвании.
После подписания в 1722 году договора в Олбани ирокезы прекратили свои нападения на сапони. В 1753 году кайюга официально согласились принять сапони и отвели им земли на южном берегу озера Кайюга, примерно в 3 км к югу от современного города Итака. Не всё племя переехало к ирокезам — некоторые оставались в Пенсильвании до 1778 года, а группа из 28 взрослых сапони находилась в округе Гранвилл в Северной Каролине до 1755 года. В 1765 году часть сапони поселилась в северо-центральной Пенсильвании на территории современного Атенса, там, где река Чемунг впадает в Саскуэханну. Другая часть племени осталась с кайюга. Американцы разрушили деревни сапони в Пенсильвании и Нью-Йорке в 1779 году во время Экспедиции Салливана. В том же году большая часть сапони оказалась в форте Ниагара, где они отделились от тутело, которые мигрировали вместе с ирокезами в Канаду, где британцы предложили им землю. Эта группа сапони поселилась в округе Сенека в Нью-Йорке в 1780 году. Через 9 лет они были вынуждены уступить свои земли штату Нью-Йорк, но некоторым удалось остаться. Группа сапони, оставшаяся в Северной Каролине, объединилась с тускарора, мехеринами и мачапунга и к 1802 году вместе с ними мигрировала на север в Нью-Йорк.

## Современное положение
Согласно переписи населения США в 2010 году было 658 сапони. В шате Северная Каролина есть три племени, которые идентифицируют себя как потомки исторического народа сапони. Все три племени признаны штатом, но не получили федерального признания. Этими племенами являются:
- Индейское племя халива-сапони. Базируется в округах Галифакс и Уоррен[5].
- Группа окканичи нации сапони, находящаяся в городе Мебане[англ.]. Первоначально была организована в 1984 году как Ассоциация индейцев эно-окканичи, но в 1995 году добавила сапони к своему названию. В 2002 году признана штатом[6].
- Саппони, базирующиеся в Роксборо[англ.], признаны Северной Каролиной в 1911 году как индейцы округа Персон. В 2003 году группа сменила своё название на Саппони (англ. Sappony)[7].

В штатах Огайо и Миссури есть непризнанные племена, которые заявляют о своём происхождении от племени сапони.